# Anarko-primitivisme
Anarko-primitivismen er en nyere anarkistisk bevægelse, hvor udgangspunktet for kritik ikke er den økonomiske udvikling, der slår igennem i det 19. århundrede, nemlig omdannelserne af samfundene til kapitalistiske. Derimod tager kritikken fat i den tid, hvor civilisationerne opstod. Et særligt afgørende skel er altså, hvor stammesamfundene bliver til byer og jægerne bliver til bønder. I Vesteuropa bliver de sociale skel større og større gennem bronzealderen (1700-500 f.Kr.), og klasseopdelingen i rig og fattig er senest en realitet i jernalderen, hvor de riges magt skyldtes store jordbesiddelser og blev begrundet i ejendomsret til jorden.
Med denne udvikling mener anarko-primitivister, at grundlaget for et hierarkisk samfund opstår, fordi retlige og økonomiske principper derefter ikke havde til mål at opfylde alle individers behov for et godt liv, men særligt at forsvare den opståede overklasses magt – altså rigdom og status. Efterhånden organiseredes bysamfundene i tidlige stater, og slaveri eller trælleri blev ligeledes en vigtig faktor i produktionen.
Anarko-primitivister mener ikke nødvendigvis, at alle jæger-/stammesamfund var anarkistiske, men mener, at man i stammesamfundene havde mere selvkontrol og færre magtstrukturer eller at disse magtstrukturer var lettere nedbrydelige. Desuden var de fleste jæger- eller tidlige bondesamfund også lige, fordi man havde en interesse i, at hver enkelt blev forsørget.
Det anarko-primitivistiske mål er ikke nødvendigvis en verden af stammesamfund eller en ny stenalder, men i hvert fald et gennemgribende decentralisering – ikke bare af beslutningsprocesser, men også samfundene som helhed.
En anden vigtig del af den anarko-primitivistiske kritik er også et opgør med den masseproducerende industrielle og en på moderne teknologi baserende produktion. Denne produktionsform ses ikke bare som miljøskadelig, men også som fremmedgørende for individet.

## Anarko-primitivister
- John Zerzan
- Derrick Jensen
- Kevin Tucker
- Fredy Perlman